# سراقة (اسم)
سُرَاقَة هو اسم علم مذكر من أصل عربي، مشتق من الجذر سرق س ر ق، وهو من أسماء الرجال.

## وصلات خارجية
- موسوعة السلطان قابوس لأسماء العرب نسخة محفوظة 5 أبريل 2019 على موقع واي باك مشين.